# Ruspone
Il ruspo era un fiorino o zecchino gigliato coniato nel 1719 a Firenze da Cosimo III granduca di Toscana, che riscosse molto successo.
Era caratterizzato dai tipi del giglio fiorentino e di San Giovanni Battista, patrono di Firenze. Il pezzo d’oro da 3 zecchini si chiamava ruspone, accrescitivo di ruspo.
Durante il regno di Leopoldo II di Toscana il valore delle monete in circolazione era il seguente:

| Ruspone (oro) | Zecchino (oro) | Francescone (argento) | Fiorino (argento) | Paolo (argento) | Crazia (mistura) | Soldo (rame) | Duetto (rame) | Quattrino (rame) |
| ------------- | -------------- | --------------------- | ----------------- | --------------- | ---------------- | ------------ | ------------- | ---------------- |
| 1             | 3              | 15                    | 60                | 150             | 1200             | 2000         | 3000          | 6000             |
| 6000          | 2000           | 400                   | 100               | 40              | 5                | 3            | 2             | 1                |